# Vlastimil Tusar

Vlastimil Tusar (né le 18 octobre 1880 à Prague mort le 22 mars 1924 à Berlin)   est un journaliste et un homme politique tchécoslovaque. il est premier ministre  de juillet 1919 à septembre 1920.

## Biographie
Il fait des études d'économie à Prague puis travaille dans une banque de 1900 à 1903. Il devient journaliste en 1903 et devient en 1908 éditeur en chef du magazine « Rovnost ». En 1911 il est élu au parlement (Autriche-Hongrie). Après l'indépendance de la Tchécoslovaquie en 1918 il est élu à l'assemblée nationale tchécoslovaque. Il est nommé premier ministre le 8 juillet 1919 à la tête d'un cabinet de coalition formé des sociaux-démocrates et du parti agraire[Lequel ?].